# Rudolf Vimer
Rudolf Vimer (Bjelovar, 21. ožujka 1863. – Zagreb, 28. listopada 1933.) bio je hrvatski katolički svećenik, istaknuti bibličar, rektor Sveučilišta u Zagrebu, teološki pisac i dobrotvor.

## Životopis

### Obitelj i školovanje
Rodio se kao deveto dijete u bjelovarskoj obitelji austrijskog porijekla. Njegova majka imala je brata svećenika, koji mu je pomogao u školovanju. Osnovnu školu završio je u Bjelovaru, a kao pitomac Nadbiskupijskog sjemeništa u Zagrebu završio je gimnaziju s odličnim uspjehom. Bogoslovne nauke je studirao u Zagrebu, a završio ih je na bečkom Pazmaneju (Collegium Pazmanianum). Zaređen je za svećenika vrlo mlad s 22 godine i služio je svoju mladu misu u Bjelovaru 1885. u župnoj crkvi sv. Terezije Avilske u Bjelovaru.

### Pastoralna služba
Službovao je kao kapelan u Karlovcu, a zatim u Zagrebu, u župi sv. Petra. Istovremeno je bio prefekt u Nadbiskupijskom sjemeništu i vjeroučitelj u osnovnim školama. Od godine 1890. vjeroučitelj je na Gornjogradskoj gimnaziji te dugogodišnji prefekt u Plemićkom konviktu.

### Znanstveni i spisateljski rad
Nakon doktorata iz bogoslovije u Beču 1892. godine imenovan je docentom Bogoslovnog fakulteta u Zagrebu na katedri za orijentalne jezike (arapski, sirijski i kaldejski). Godine 1895. stipendijom Zemaljske vlade Hrvatske, Slavonije i Dalmacije odlazi na znanstveno putovanje po zemljama Bliskog istoka. Putovao je po Palestini, Siriji i Egiptu i sudjelovao u ekspediciji na brdo Sinaj.
Postao je redovni profesor uvodnih znanosti u Novi zavjet i tumačenja Sv.pisma na Bogoslovnom fakultetu. Zbog svog ugleda kao znanstvenik bio je dekan tog fakulteta, rektor Zagrebačkog sveučilišta (1900./1901.) te dopisni član Jugoslavenske akademije znanosti i umjetnosti. Poznavao je većinu europskih jezika te latinski, grčki i orijentalne jezike. Obišao je najveće knjižnice Europe i Bliskog istoka. 
Vimer je u svoje doba bio najučeniji svećenik Zagrebačke nadbiskupije, vrlo revan u svojim svećeničkim dužnostima i omiljen među vjernicima. Bio je i plodan pisac biblijske tematike. Napisao je najbolji hrvatski životopis Isusa Krista u tri knjige te Život svetoga Pavla.

### Dobrotvor
Poznat je i kao veliki dobrotvor. Pomagao je sirotinju, humanitarne i kulturne institucije, a svoju bogatu knjižnicu darovao je Bogoslovnom fakultetu. U starosti, ostavio je sto tisuća austrijskih kruna s namjerom da se u Bjelovaru izgradi franjevački samostan, što je i ostvareno. Umro je u Zagrebu 1933. godine i sahranjen je u zajedničkoj kaptolskoj grobnici na Mirogoju.

## Djela
Nepotpun popis:
- Uvod u svete knjige Novoga zavjeta (1903.)
- Život svetoga Pavla (1907.)
- Muka Gospodina našega Isusa Krista (1910.)
- Istočni običaji i Sveto Pismo (niz članaka u Bogoslovskoj smotri, 1911. – 1913.)[1]
- Isus Krist: život našeg Spasitelja (I–III, 1925. – 27.)

## Spomen
U crkvi sv. Antuna Padovanskog  i franjevačkom samostanu u Bjelovaru postavljena mu je spomen-ploča, kao utemeljitelju samostana.

## Vanjske poveznice
Mrežna mjesta
- Vimer, Rudolf Hrvatska enciklopedija
- Stjepan Kožul, Rudolf Vimer (1863. – 1933.), Radovi Zavoda za znanstvenoistraživački i umjetnički rad u Bjelovaru 10/2016.